# Voyager (álbum de 311)
Voyager es el decimotercer álbum de estudio de la banda estadounidense de rock alternativo, 311, que fue publicado el 12 de julio de 2019 por BMG. Fue grabado en los estudios The Hive en North Hollywood, Los Ángeles, California.
Corresponde al segundo álbum de la banda producido por John Feldmann y el quinto producido por Scotch Ralston. Mat Zo también colaboró como productor.

## Lista de canciones
| CD    |                     |                                                                               |                         |          |  |
| N.º   | Título              | Letras                                                                        | Voz principal           | Duración |  |
| 1.    | «Crossfire»         | Nick Hexum, SA Martinez                                                       | Nick Hexum, SA Martinez | 2:38     |  |
| 2.    | «Don't You Worry»   | Hexum, Mat Zo                                                                 | Hexum                   | 3:37     |  |
| 3.    | «Stainless»         | Geoffrey Earley, Hexum, Martinez, Scott “Scotch” Ralston, Aaron “P-Nut” Wills | Hexum, Martinez         | 3:50     |  |
| 4.    | «Space and Time»    | Nicholas Furlong, Hexum, Martinez                                             | Hexum, Martinez         | 3:34     |  |
| 5.    | «Dream State»       | Hexum, Ralston, Chad Sexton                                                   | Hexum                   | 3:15     |  |
| 6.    | «Good Feeling»      | Fiona Bevan, John Feldmann, Hexum, Matt Malpass                               | Hexum, Martinez         | 3:23     |  |
| 7.    | «What The?!»        | Furlong, Hexum, Tim Mahoney, Martinez, Wills                                  | Martinez, Hexum         | 3:34     |  |
| 8.    | «Better Space»      | Hexum, Martinez, Sexton                                                       | Hexum, Martinez         | 3:23     |  |
| 9.    | «Dodging Raindrops» | Feldmann, Furlong, Hexum, Malpass, Wills                                      | Hexum                   | 3:27     |  |
| 10.   | «Rolling Through»   | Hexum, Martinez, Ralston, Sexton                                              | Hexum, Martinez         | 2:53     |  |
| 11.   | «Born to Live»      | E. Kidd Bogart, Feldmann, Hexum, Wills                                        | Hexum, Martinez         | 3:30     |  |
| 12.   | «Charge It Up»      | Hexum, Martinez, Sexton                                                       | Hexum, Martinez         | 3:12     |  |
| 13.   | «Lucid Dreams»      | Feldmann, Furlong, Hexum, Malpass                                             | Hexum                   | 3:49     |  |
| 44:05 |                     |                                                                               |                         |          |  |

## Personal
Créditos adaptados de las notas del álbum.
| 311 - Nick Hexum – vocalista principal, guitarra - SA Martinez – voces - Chad Sexton – batería, mezclas - Tim Mahoney – guitarra - P-Nut – bajo, coros Músicos adicionales - Luke Miller - teclados (tracks 4 y 7) | Producción - Scotch Ralston – producción y grabación (tracks 1-5, 7, 8, 10 y 12) - Jason Walters – asistente de producción - John Feldmann – producción y grabación (tracks 6, 9, 11 y 13) - Matt Malpass – producción adicional e ingeniería - Neal Avron – mezclas - Joe Gastwirt – masterización - Sam Williams – arte de álbum - SMagictorch – arte de álbum - Randall Leddy – dirección de arte - Brian Bowen Smith – fotografías - Joel Mark – A&R - Jason Hradil – marketing |

## Posicionamiento en listas
| Lista (2019)                   | Mejor posición |
| ------------------------------ | -------------- |
| Estados Unidos (Billboard 200) | 18             |